# Gran Sometta
La Gran Sometta è una montagna di 3166 m s.l.m. dei Contrafforti valdostani del Monte Rosa nelle Alpi Pennine.

## Collocazione

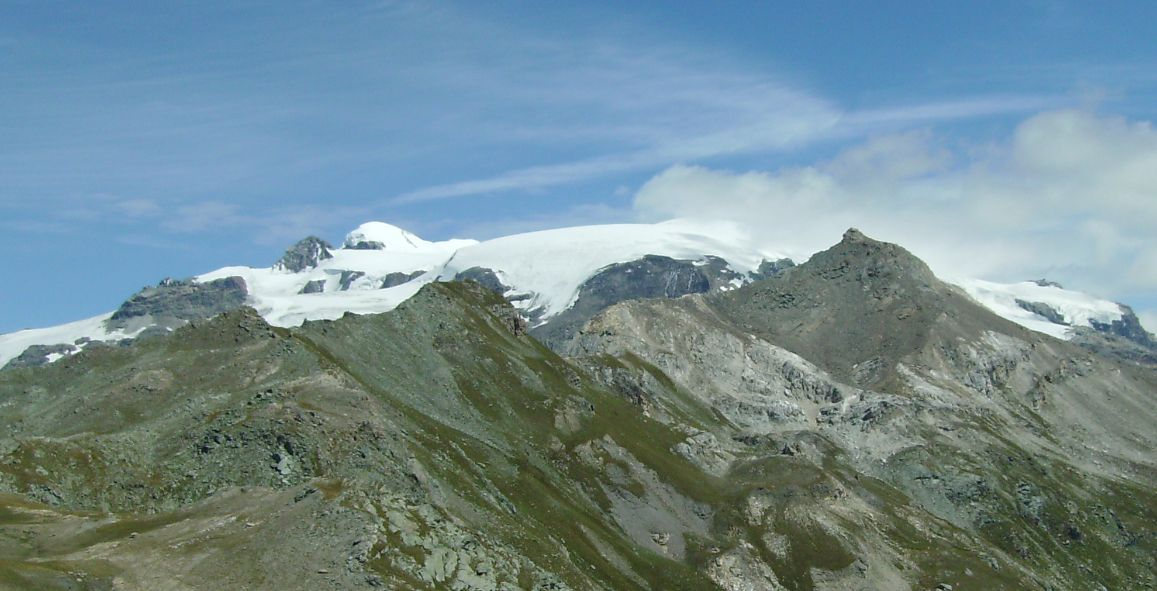
La Gran Sometta è la cima rocciosa in primo piano sulla destra. A sinistra, sullo sfondo, sono visibili la Testa Grigia, il Piccolo Cervino e il Breithorn Occidentale.

La Gran Sometta si trova sullo spartiacque tra la Valtournenche e la Val d'Ayas, in Valle d'Aosta. Sorge tra il Colle superiore delle Cime Bianche (in francese, col supérieur des Cimes blanches) e il colle inferiore delle Cime Bianche (Col inférieur des Cimes Blanches), che la separa dal Bec Carré.

## Geologia
La montagna è formata da rocce di natura piuttosto diversa dalle altre montagne della zona e che le danno un aspetto quasi dolomitico. Tra queste si possono ricordare filladi, calcescisti, prasiniti, anfiboliti e calcari cristallini. Si tratta di tipologie di roccia relativamente poco resistenti e che rendono pericolose le vie di alpinistiche di accesso alla cima.

## Accesso

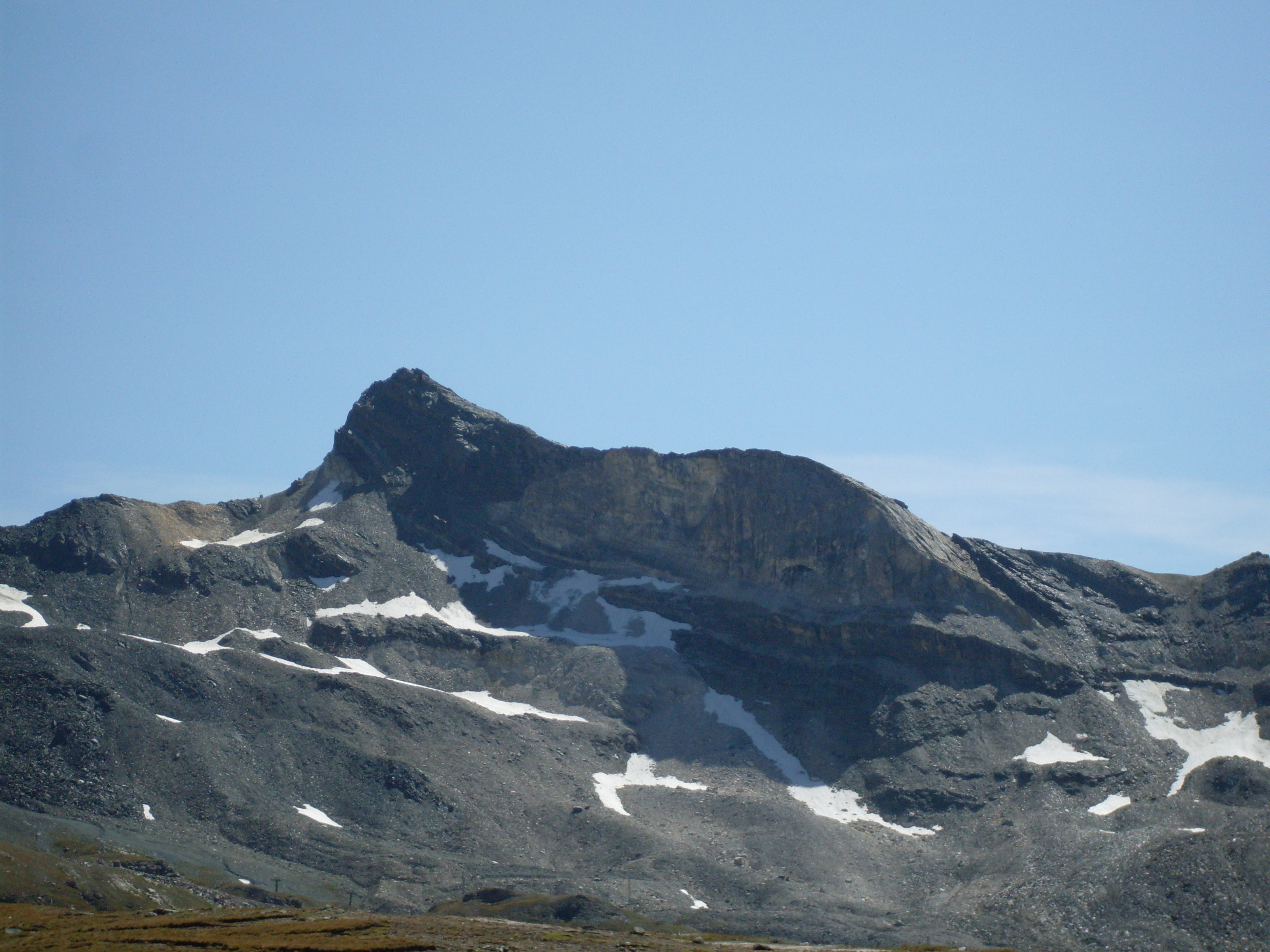
La vetta da poco più sopra di Plan Maison

La salita alla vetta può avvenire partendo dalla Valtournenche. Raggiunto Salette (2245 m). tramite la telecabina di Valtournenche, la vetta è raggiungibile in circa 3h.
In alternativa, dalla Val d'Ayas, si può partire da Saint-Jacques ed arrivare in vetta in circa 5h.